# Pelina aenescens
Pelina aenescens är en tvåvingeart som först beskrevs av Christian Stenhammar 1854.  Pelina aenescens ingår i släktet Pelina och familjen vattenflugor. Arten är reproducerande i Sverige. Inga underarter finns listade i Catalogue of Life.